# Anarta
Anarta é um gênero de traça pertencente à família Arctiidae.

## Espécies
- Anarta affinis
- Anarta deserticola
- Anarta marialudovicae